# Marko Marković
Marko Marković (serbisk: Марко Марковић; 29. februar 1988) er en serbisk trompetist og flygelhornist, der efterfølger sin far Boban Marković som leder af brassbandet Boban i Marko Marković Orkestar. Med dette band og takket være flere filmoptrædener er Marko Marković blevet en af de mest succesrige repræsentanter for roma-blæsemusik fra Balkan.
Markovićs roma-familie er en traditionsrig musikerfamilie fra Serbien. Som søn af Serbiens mest berømte trompetist begyndte Marko Marković allerede at spille trompet som ganske lille. Efter de første optrædener med sin fars band i en alder af 13, overtog han gradvist ledelsen af bandet, som han officielt overtog på sin 18-års fødselsdag. Efter optræden i den ungarske spillefilm "Usti Opre" fra 2005, spillede han i 2006, i den af hovedsageligt musikerbesatte film "Guča! – The Distant Trumpet", hovedrollen som en und romamusiker ved Guča Trompetfestivalen.

## Discografi
- Boban Marković Orkestar: Live in Belgrade (Piranha Musik, 2002)
- Boban Marković Orkestar: Boban i Marko (Piranha Musik, 2003)
- Boban Marković Orkestar feat. Marko Marković: The Promise (Piranha Musik, 2005)
- Boban i Marko Marković Orkestar: Go Marko Go! (Piranha Musik, 2007)
- Boban i Marko Markovic Orkestar: Devla - Blown Away To Dancefloor Heaven (Piranha Music, 2009)
- Boban i Marko Marković Orkestar vs. Fanfare Ciocărlia: Balkan Brass Battle (Asphalt Tango Records, 2011)